# Leoni si nasce
Leoni si nasce è l'undicesimo album in studio di Renato Zero, pubblicato nel 1984.
(dall'Introduzione)

## Descrizione
Il disco è influenzato dalla delusione per la chiusura del tendone itinerante Zerolandia, smantellato per motivi di sicurezza. «Ma dove eri tu quando mi hanno sigillato il cuore», canta Zero in Giorni.
Il cantautore in questo lavoro affronta diversi temi come la fretta dell'uomo, il futuro, il sospetto, con un indugio forse eccessivo sul sesso e i ruoli sessuali, temi trattati con una seriosità piuttosto lontana dall'ironia del passato, che finiscono con l'alienargli anche il pubblico più fedele. Trainato dal singolo Da uomo a uomo, pur raggiungendo il numero 1, l'album esce rapidamente dalla classifica e vende meno dei precedenti lavori.
Nella ballad Per non essere così, antitetica al vecchio brano disco Mi vendo, la figura del «prostituto felice» sembra aver lasciato spazio a un personaggio più triste e riflessivo, per niente contento della propria esistenza. Alla nuova immagine, percepita non più dissacrante e divertente, bensì vecchia e kitsch, pare accompagnarsi una crisi creativa che durerà qualche anno, almeno fino all'uscita di Voyeur nel 1989. Va detto che nelle intenzioni dell'artista romano la figura del "leone ferito" è l'ultimo dei suoi variopinti costumi della prima produzione, visto che nelle ospitate televisive che si susseguono alla promozione del disco si assiste ad un graduale abbandono degli orpelli e trucchi che lasceranno il posto ad abiti da sera e vestiti alla moda del periodo.
Leoni si nasce risulta essere l'unico album in studio in tutta la discografia di Renato Zero da cui non è estratto alcun inedito e inserito in nessuna raccolta discografica del cantautore romano. I brani Per non essere così e Giorni sono stati inseriti in versione live nell'album video Zero 40 Live pubblicato in VHS nel 1991 e successivamente in DVD nel 2008. Una versione dal vivo del brano Per non essere così è stata inclusa nel doppio album Prometeo (1991). 
Dopo l'insuccesso dell'album, Renato pubblicò a distanza di sei mesi l'album Identikit Zero (una raccolta di vecchi successi riarrangiati più due inediti) tentando di rilanciare le vendite del suo ultimo album Leoni si nasce ma non fu così; Identikit Zero vendette meno dell'album Leoni si nasce e questo evento segnò l'inizio di una crisi creativa del cantautore che durerà almeno fino alla pubblicazione dell'album Voyeur (1989). 
Il titolo dell'album proviene dal titolo di un celebre film di Totò, Signori si nasce del 1960.
Il 1º marzo 2019, l'album è stato pubblicato, in versione rimasterizzata, su tutte le piattaforme digitali ed è stato ristampato in versione CD per la collana Mille e uno Zero, edita con TV Sorrisi e Canzoni.

## Tracce
1. Introduzione (RenatoZero/Serio) - 1:37
2. Da uomo a uomo (RenatoZero/Conrado-RenatoZero) - 5:28
3. Si gira (RenatoZero/Conrado-RenatoZero) - 3:22
4. Per non essere così (RenatoZero/Conrado-RenatoZero) - 5:10
5. Sospetto (RenatoZero/Conrado-RenatoZero) - 4:02
6. Pelle (RenatoZero/Conrado-RenatoZero) - 5:40
7. Frenesia (RenatoZero/Conrado-RenatoZero) - 5:20
8. Oscuro futuro (RenatoZero/Conrado-RenatoZero) - 4:26
9. Il leone (RenatoZero/Conrado-RenatoZero) - 3:12
10. Il prezzo (RenatoZero/Ciccaglioni-RenatoZero) - 4:48
11. Giorni (RenatoZero-Evangelisti/Conrado-RenatoZero) - 4:48
12. Finale (RenatoZero/Serio) - 1:38

## Formazione
- Renato Zero – voce
- Corrado Rustici – chitarra acustica ed elettrica
- Randy Jackson – basso
- Renato Serio – sintetizzatore, pianoforte e Fender Rhodes
- Rosario Jermano – percussioni
- George Perry – batteria e percussioni
- Marco Tamburini – tromba
- Roberto Rossi – trombone
- Valerio Galavotti – sassofono tenore e baritono, flauto
- Patrizia Neri, Simona Pirone, Giulietta Zanardi, Pasquale Schembri, Antonio Sechi, Rita Chiarelli – cori

## Classifiche

### Classifiche settimanali
| Classifica (1984) | Posizione massima |
| ----------------- | ----------------- |
| Italia            | 1                 |

### Classifiche di fine anno
| Classifica (1984) | Posizione |
| ----------------- | --------- |
| Italia            | 36        |